# Währungskonklave 1948
Koordinaten: 51° 23′ 34″ N, 9° 32′ 44,5″ O

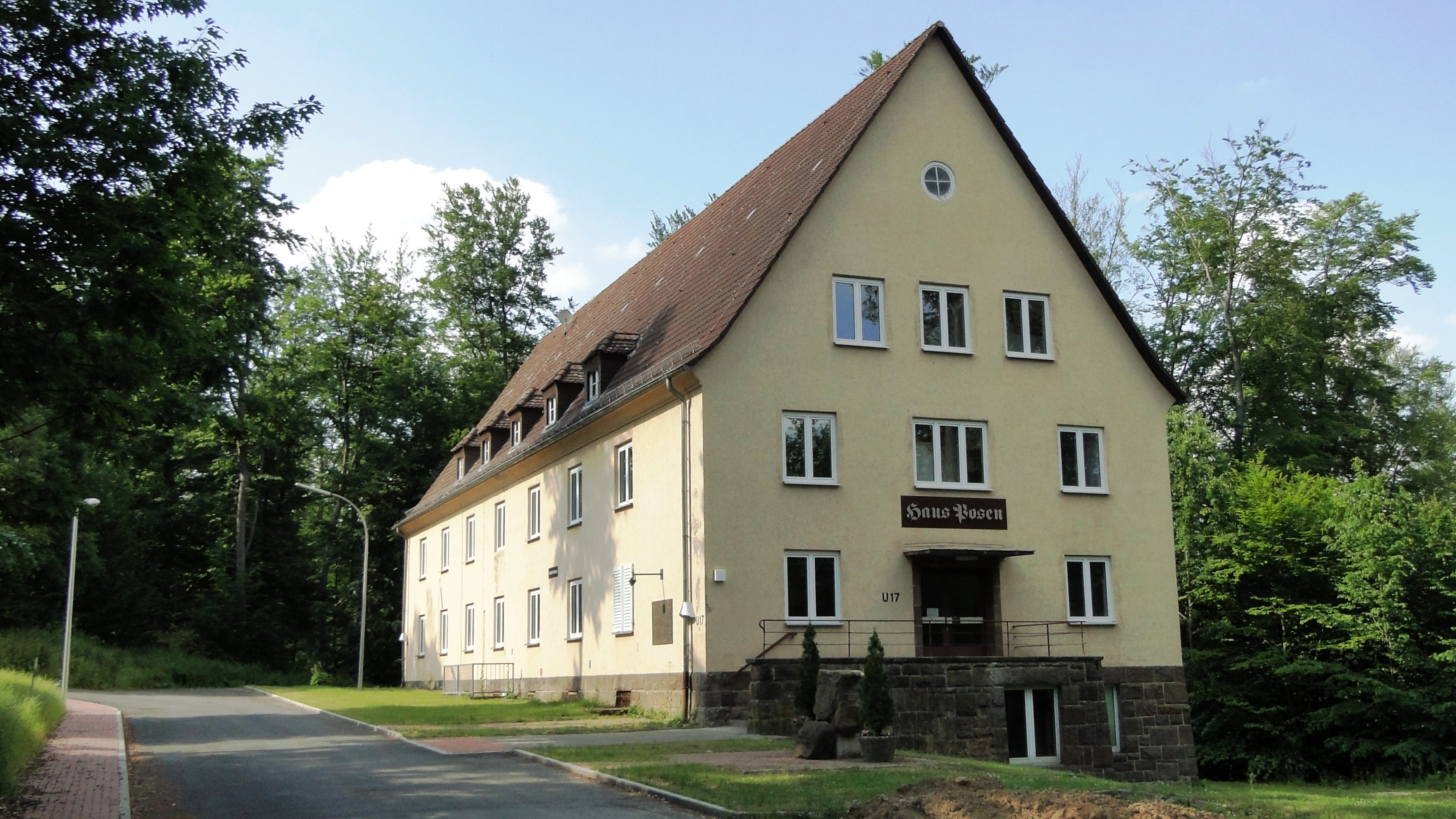
Haus Posen

Das Währungskonklave im Jahr 1948 war eine geheime und geschlossene Versammlung von Wirtschaftfachleuten, um die Währungsreform 1948 vorzubereiten. Sie dauerte 49 Tage, von 21. April 1948 bis 8. Juni 1948, und fand im Haus Posen auf dem Gelände des damaligen Luftwaffenstützpunkts und der späteren Fritz-Erler-Kaserne in Rothwesten statt.

## Zustand nach Kriegsende
Schon kurz nach Kriegsende offenbarte sich den alliierten Besatzungsmächten der desolate ökonomische und monetäre Zustand der Besatzungszonen. Die Ursache lag zum einen in den kriegsbedingten Zerstörungen der Produktionsstätten und mangelnde Möglichkeit der Bereitstellung von Rohstoffen, aber auch zum anderen in der Demontage der Produktionsanlagen und Verkehrsmitteln als Kriegsersatzleistungen und Entnahme von Gütern aus den Produktionen – teilweise ohne finanzielle Vergütung. Die Geld- und Warenprobleme der Vorkriegs- und Kriegszeit auf dem Gebiet des Deutschen Reiches setzten sich nahtlos in die Nachkriegszeit fort und wurden eher noch verschlimmert. Das Warenangebot war knapp und Dinge des täglichen Bedarfs waren kaum erhältlich. Dem gegenüber stand ein hohes Volumen an Geld, was durch die Ausgabe von alliiertem Militärgeld noch erhöht wurde. Seit Beginn des Zweiten Weltkriegs hatte sich das Geldvolumen um den Faktor zehn erhöht. Da durch die Zwangsbewirtschaftung der produzierenden Industrie, Preisstopp und die Warenrationierung durch das Bezugsscheinverfahren, aber auch durch die Devisenwirtschaft ein Großteil des Geldes nicht für Wareneinkäufe zur Verfügung stand, wurde ein erheblicher Teil des Bedarfes außerhalb des offiziellen Handels gedeckt, indem Waren auf dem Schwarzmarkt angeboten und gehandelt wurden. Insbesondere die Stadtbevölkerung deckte ihren Bedarf des täglichen Lebens durch Tauschgeschäfte vor allem bei den ländlichen bäuerlichen Betrieben. Der Begriff der Hamsterzüge aus der Nachkriegszeit beschreibt dieses Phänomen.
Ein Vertrauen in die Währung war nicht mehr vorhanden, während zugleich der Schwarzmarkt mit seinen überhöhten Preisen und der Tauschhandel dem offiziellen Markt Waren entzogen, die auch ohnehin schon kaum zu bekommen waren. Beispielsweise wurde ein Kilogramm Butter auf dem offiziellen Markt für 3,21 Reichsmark gehandelt, aber da die Nachfrage das Angebot bei weitem überstieg, wurde die gleiche Menge Butter auf dem Schwarzmarkt für 200–250 Reichsmark gehandelt. Das Geld hatte also die Funktion eines allgemeinen Tauschmittels verloren. Ohne stabile und kaufkräftige Währung und ohne Beseitigung des Geldüberhangs konnte sich keine Produktionsbelebung ergeben. Dies war damals die einhellige Meinung der Finanzexperten der vier Besatzungsmächte, aber auch der deutschen Fachleute und Institutionen. Auf welchem Weg dieser Zustand erreicht werden sollte, war jedoch umstritten.

## Vorfeld des Währungskonklaves
Eine Währungsreform war entsprechend dem Potsdamer Abkommen im Verantwortungsbereich der Alliierten. Die Vereinigten Staaten von Amerika strebten bereits ab 1946 eine Währungsreform an, während die Sowjetunion diese immer weiter herauszögerte. Anfang März 1948 entschlossen sich die Amerikaner deshalb, eine Währungsreform in den drei Westzonen durchzuführen – wohlwissend, dass dieser Schritt eine wirtschaftliche und politische Teilung von Deutschland bedeuten würde. Bereits im Jahr 1946 lagen den Amerikanern Pläne von den Professoren Gerhard Colm, Joseph Dodge und Raymond W. Goldsmith (CDG-Plan) vor. Als ernsthafte Alternative galt der Homburger Plan, der von der Sonderstelle für Geld und Kredit, dem Nachfolger der ehemaligen Reichsbank, ausgearbeitet wurde. Diese Sonderstelle war 1947 vom Wirtschaftsrat der Bizone (US- und britische Wirtschaftszone) eingerichtet worden; sie bestand ausschließlich aus Wirtschaftsfachleuten und wurde von Ludwig Erhard geleitet.
Das Ziel beider Pläne war es, die umlaufende Geldmenge so weit zu reduzieren, dass eine Inflation, die den Erfolg einer Währungsreform verhindert hätte, vermieden wird. Die Ansätze waren jedoch verschieden:
- Der CDG-Plan sah eine verhältnismäßig großzügige Versorgung der Bevölkerung mit neuem Geld vor. Die Bankguthaben sollten jedoch gestrichen werden, da eine inflationäre Wirkung dadurch befürchtet wurde.
- Der Homburger Plan sah gerade in der hohen Anfangsversorgung der Bevölkerung durch neues Geld eine Inflationsgefahr. Nach diesem Plan sollten die schwachen Einkommensgruppen bevorzugt mit Geld ausgestattet werden und somit die Geld- und Sachwertbesitzer in besonderem Maße gleichmäßig an den Kosten des Krieges beteiligt werden. Die Anfangsversorgung sollte sozial abgestuft und knapp gehalten werden, aber die Bankguthaben eine feste, spätere Auszahlungsquote und Lastenausgleich beinhalten.

Nachdem die Entscheidung einer einseitigen Währungsreform gefallen war, musste diese Entscheidung geheim gehalten werden, um zu verhindern, dass die Sowjetunion selbst mit einer Reform zuvorkommen würde, da dadurch das in der Sowjetzone wertlos gewordene Geld in den Westzonen weiterhin gültiges Zahlungsmittel geblieben wäre.
Während des Währungskonklaves wurde nicht die Frage, ob eine Währungsreform stattfinden soll, sondern wurden nur noch deren Modalitäten geklärt. Ab 1947 begann man in Amerika, ohne Beteiligung der deutschen Seite, mit dem Druck der neuen Banknoten. Im Februar bis April 1948 wurden die neuen Geldscheine in 23.000 Kisten, deren Inhalt als Türknäufe getarnt deklariert wurde, von den USA nach Bremerhaven in die Tresorräume der ehemaligen Reichsbank verbracht. Münzen wurden zunächst nicht geprägt, da die Transportkapazitäten aufgrund des Gewichtes nicht vorhanden waren.

## Währungskonklave

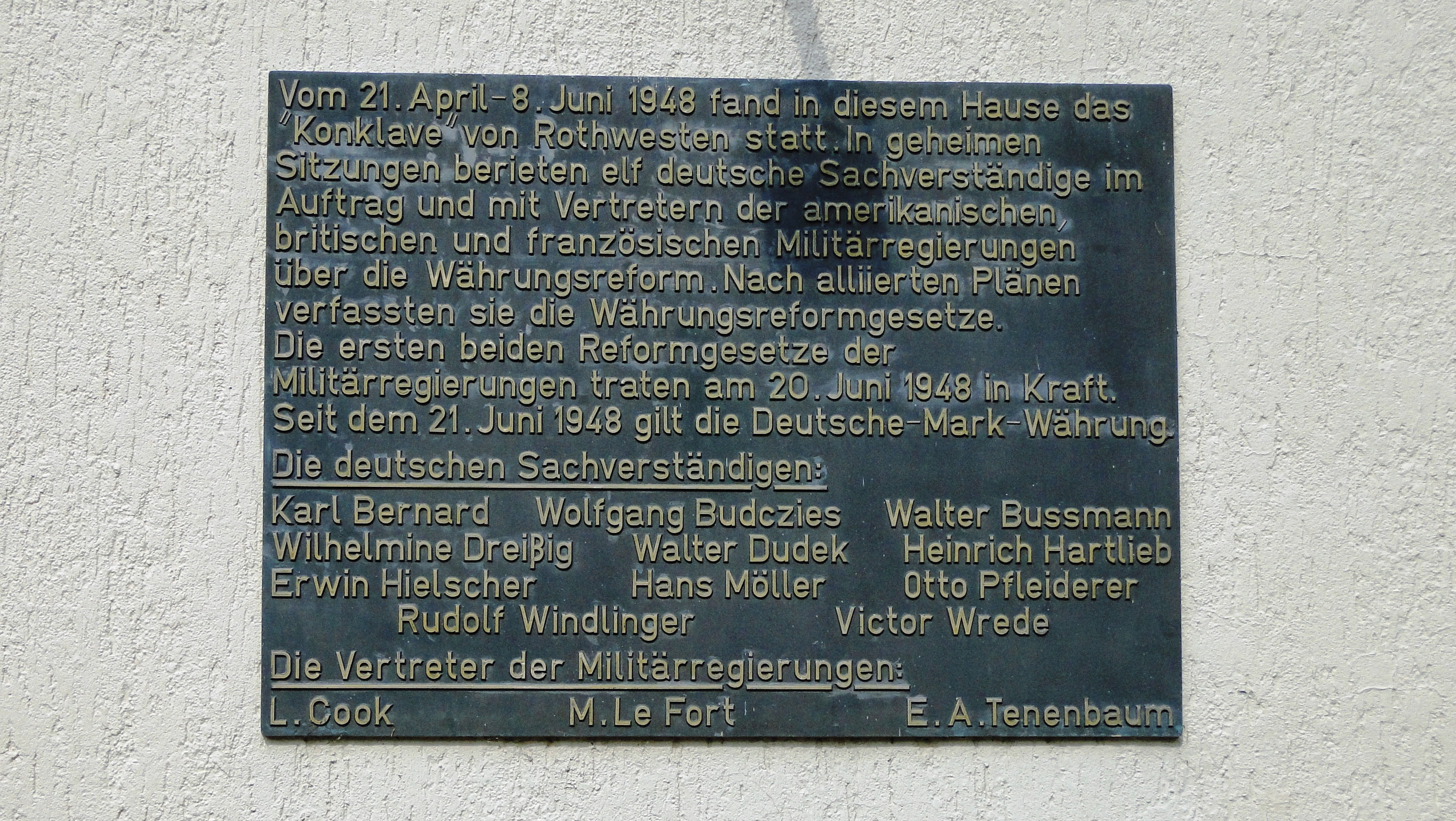
Gedenktafel am Haus Posen zur Erinnerung an das Währungskonklave

Für die Planung der Währungsreform in Form von Durchführungsverordnungen und Logistik wurde am 21. April 1948 ein Konklave von elf Finanzsachverständigen, größtenteils aus der Sonderstelle für Geld und Kredit, in einem ehemaligen Fliegerhorst in Rothwesten bei Kassel versammelt. Die Beteiligten wurden im dortigen Haus Posen praktisch interniert; das Gebäude war umzäunt und wurde innerhalb der Umzäunung von amerikanischer Militärpolizei bewacht, welche keinen unkontrollierten Zugang zum Gebäude gestattete. Mitglieder des Konklaves waren:
| Deutsche Seite        | Amerikanische Seite |
| --------------------- | ------------------- |
| Karl Bernhard         | Edward A. Tenenbaum |
| Walter Dudek          | Emory D. Stoker     |
| Hans Möller           | L. Cook             |
| Otto Ernst Pfleiderer | M. Le Fort          |
| Wilhelmine Dreißig    |                     |
| Walter Bussmann       |                     |
| Heinrich Hartlieb     |                     |
| Victor Wrede          |                     |
| Wolfgang Budczies     |                     |
| Erwin Hielscher       |                     |
| Rudolf Windlinger     |                     |

Servicepersonal wie Schreibkräfte, Putzfrauen, ein Koch und sogar ein Friseur wurden ebenfalls im Gebäude interniert.
In dem 49 Tage dauernden Konklave wurden die ersten 20 Tage mit Besprechungen mit den Militärregierungen geprägt. Die Hauptarbeit auf alliierter Seite leistete hier der damals erst 27-jährige Eduard Tenenbaum, der öfter zwischen Rothwesten und Berlin, dem Sitz der britischen und französischen Militärregierungen, und Frankfurt, dem Sitz der amerikanischen Militärregierung, pendelte. Die deutschen Teilnehmer des Konklaves waren indes völlig isoliert; ihr einziger Gesprächspartner war Col. Emory D. Stoker.
Als Resultat des Währungskonklaves wurden durch die Militärregierungen der drei westlichen Besatzungsmächte die drei „Gesetze zur Neuordnung des Geldwesens“ (18. und 26. Juni 1948) erlassen und der Geldumtausch wurde am 18. Juni über Rundfunk für Sonntag, 20. Juni angekündigt und auch ausgegeben. Ab dem 21. Juni 1948 war nur noch die neue Währung der „Deutschen Mark“ gültig.